# Гелер

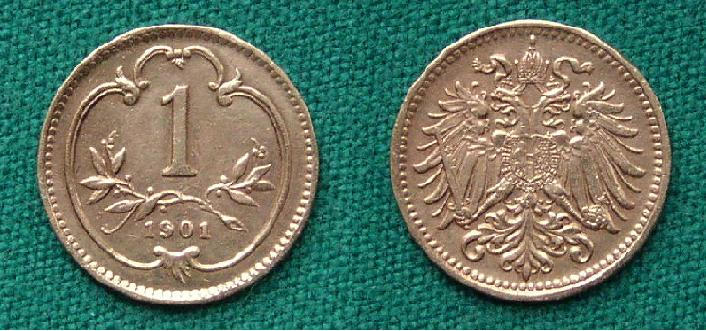
Австрійський гелер 1901 року

Гелер (нім. Heller від лат. denarii hallenses або лат. halleri), відомий також як галяр — назва дрібної монети типу денарія в німецьких державах у Пізньому Середньовіччі і Новому часі; у ХХ столітті — розмінна монета Чехії (чеськ. haléř) та Словаччини (словац. halier).

## Історія
Спочатку гелер — назва срібного пфеніга (денарія), вперше випущеного близько 1200 року в швабському місті Швебіш-Галль (нім. Schwäbisch Hall), звідки він і отримав свою назву (лат. denarii hallenses, лат. halleri). Перші монети важили близько 0,55 г і містили 0,371 г срібла. Пізніше вартість і якість гелера постійно змінювалися. У XVI столітті гелер був прирівняний до 1/2 пфеніга.
Гелер вважають однією з найбільш ранніх мідних монет Німеччини (мідні Вестфальські гелери були випущені ще у XVI столітті). Мідні гелери карбували у Баварії до 1856 року і у Франкфурті-на-Майні до 1866 (вони прирівнювалися до 1/8 крейцара). Останній гелер на території Німеччини був випущений в 1866 році для князівства Гессен-Кассель.
У 1892 році в Австро-Угорщині була введена нова грошова одиниця — 1 крона = 100 гелерів (в Угорщині розмінна монета отримала назву «філер», в Західній Україні — «сотик»). Випускали монети 10 і 20 гелерів — з нікелю; 1 і 2 гелери — з бронзи. Новий гелер прирівнювався до 1/2 крейцера.
| Аверс | Реверс | Номінал    | Діаметр, мм | Маса, г | Метал                          | Гурт     | Роки карбування                  |
| ----- | ------ | ---------- | ----------- | ------- | ------------------------------ | -------- | -------------------------------- |
|       |        | 1 гелер    | 17          | 1,66    | Мідь/Олово/Цинк (950/40/10)    | гладкий  | 1892—1903, 1909—1916             |
|       |        | 1 гелер    | 17          | 1,66    | Мідь/Олово/Цинк (950/40/10)    | гладкий  | 1916                             |
|       |        | 2 гелера   | 19          | 3,33    | Мідь/Олово/Цинк (950/40/10)    | гладкий  | 1892—1915                        |
|       |        | 2 гелера   | 17          | 2,78    | Залізо                         | гладкий  | 1916—1918                        |
|       |        | 10 гелерів | 19          | 3       | Нікель                         | рифлений | 1892—1895, 1907—1911             |
|       |        | 10 гелерів | 19          | 3       | Мідь/Цинк/Нікель (500/400/100) | рифлений | 1915, 1916                       |
|       |        | 10 гелерів | 19          | 3       | Мідь/Цинк/Нікель (500/400/100) | рифлений | 1916                             |
|       |        | 20 гелерів | 21          | 4       | Нікель                         | рифлений | 1892—1895, 1907—1909, 1911, 1914 |
|       |        | 20 гелерів | 21          | 3,33    | Залізо                         | рифлений | 1916—1918                        |

У 1904—1916 роках у Німецькій Східній Африці (нині Танзанія, Руанда і Бурунді) карбувалися монети номіналом 1/2, 1, 5, 10 і 20 гелерів з бронзи, міді, латуні і мідно-нікелевого сплаву. 100 гелерів становили 1 рупію.
Після розпаду Австро-Угорської імперії (1918) грошову одиницю 1 крона = 100 гелерів успадкували Австрія (до 1924) і Чехословаччина (у 1921-39 і 1945-92 роках). Після розпаду Чехословаччини гелер став розмінною монетою Чехії та Словаччини = 1/100 крони.